# Johannes Stensgaard
Johannes Stensgaard (født 28. januar 1947 i Viborg) er uddannet bygningsingeniør.
Borgmester i Viborg Kommune valgt for Socialdemokraterne, var tidligere borgmester i den gamle Viborg Kommune fra 1998-2006 og efter kommunalreformen forsatte som borgmester i den nye Viborg Kommune fra 2006 frem til år 2009 hvor han meddelte, at han ikke ønskede at genopstille til borgmesterposten. 
Johannes Stensgaard blev efterfulgt af Karin Gaardsted som spidskandidat for Socialdemokraterne.